# Joelle Carter
Joelle Marie Carter (Thomasville (Georgia), 10 oktober 1972) is een Amerikaanse actrice en model.

## Biografie
Carter is geboren in Thomasville maar omdat haar vader in de United States Army zat heeft zij op verschillende plekken gewoond in Amerika, zij heeft gestudeerd aan de Augusta State University in Augusta (Georgia) met een beurs voor zwemmen en crosscountry.
Carter begon in 1996 met acteren in de televisieserie Law & Order. Hierna heeft zij nog meerdere rollen gespeeld in televisieseries en films zoals The Horse Whisperer (1998), American Pie 2 (2001), Third Watch (2002-2003) en Justified (2010-2015).
Carter is ook actief als model, zo heeft zij gewerkt met Elite Model en Wilhelmina Models.
Carter is getrouwd en heeft samen met haar man een baby geadopteerd. Zij woont nu met haar gezin in Los Angeles.

## Filmografie

### Films
Uitgezonderd korte films.
- 2023 The Hill - als Helen Hill
- 2020 The Big Ugly - als Torni
- 2020 Punching and Stealing - als Jessica Steinman
- 2020 She's in Portland - als Rebecca
- 2018 Salvage - als Sunny Daniels
- 2015 The Week - als Lenny Wright
- 2014 Jessabelle - als Kate
- 2014 The Living - als Angela
- 2014 My Daughter Must Live - als Ragen O'Malley
- 2013 A Perfect Man - als Lynn
- 2013 Red Wing - als Vera Sexton
- 2013 It's Not You, It's Me – als Carrie
- 2012 Lost Angeles – als Jamie
- 2010 To Be Friends – als Her
- 2009 Cold Storage – als Cathy
- 2008 Remarkable Power – als verslaggeefster
- 2006 Room 314 – als Stacey
- 2004 Tempting Adam – als Lauren
- 2004 When Will I Be Loved – als Sam
- 2003 Justice – als Monique
- 2002 The Perfect You – als Kate
- 2001 American Pie 2 – als Natalie
- 2001 Final Jeopardy – als Sandra Bonventre
- 2000 Boy Life 3 – als Amy
- 2000 Quarantine – als dochter van de president
- 2000 Famous – als Brenda
- 2000 High Fidelity – als Penny Hardwick
- 2000 Swimming – als Josee
- 2000 It Had to Be You – als Claire Parker
- 1999 Just One Time – als Amy
- 1999 Suits – als Heidi Wilson
- 1998 The Horse Whisperer – als kantoormedewerkster

### Televisieseries
Uitgezonderd eenmalige gastrollen.
- 2020 - 2021 Home Before Dark - als schoolhoofd Kim Collins - 20 afl.
- 2018 - 2020 Dirty John - als Denise Meehan-Shepard - 5 afl.
- 2017 Chicago Justice - als Laura Nagel - 13 afl.
- 2016 Scandal - als Vanessa Moss - 4 afl.
- 2010 – 2015 Justified – als Ava Crowder – 78 afl.
- 2011 Choke.Kick.Girl: The Series - als Jessica Steinman - 3 afl.
- 2002 – 2003 Third Watch – als Tori – 3 afl.
- 2000 Wonderland – als Heather Miles – 3 afl.

- Biblioteca Nacional de España: XX5335749
- Bibliothèque nationale de France: cb16941394m (data)
- Gemeinsame Normdatei: 1022904744
- International Standard Name Identifier: 0000 0004 0855 8914
- Library of Congress Control Number: no2001053599
- Nationale Bibliotheek van Israël: 987007347815905171
- SNAC: w6vh73k8
- Système universitaire de documentation: 183683021
- Virtual International Authority File: 301482328
- WorldCat: E39PBJw4GQGXCcTVrjCMV6YwYP